# Bolitoglossa porrasorum
Bolitoglossa porrasorum е вид земноводно от семейство Plethodontidae. Видът е застрашен от изчезване.

## Разпространение
Разпространен е в Хондурас.